# Nuevo Roces
Nuevo Roces en un barrio perteneciente al distrito sur del concejo asturiano de Gijón (España).

## Ubicación

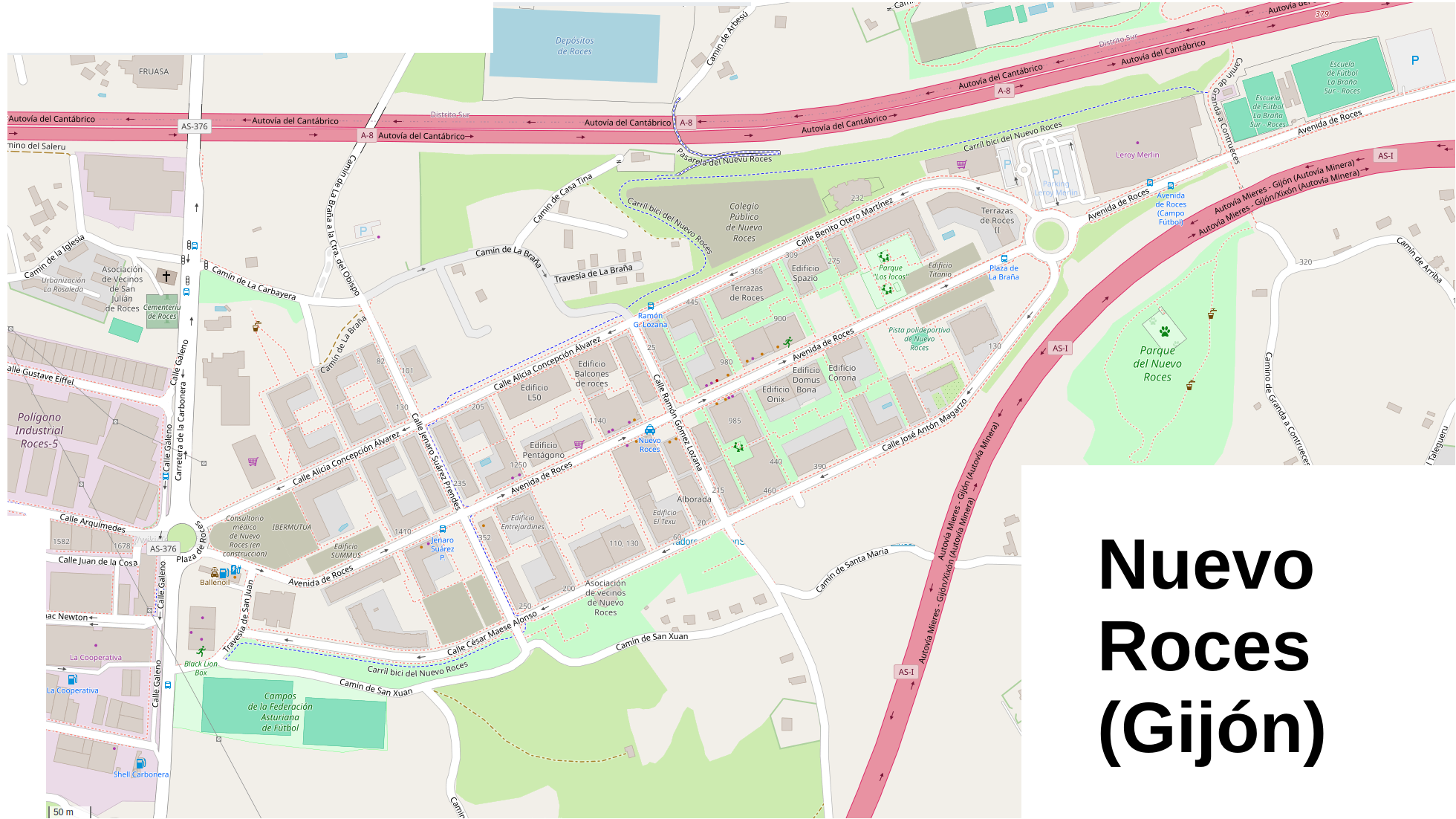
Mapa de Nuevo Roces

### Sobre la ubicación
Es el núcleo urbano más al sur de la ciudad de Gijón. Sin embargo su ubicación puede resultar confusa puesto que el Ayuntamiento de Gijón considera al barrio dentro de dos zonas distintas: en la parroquia de Roces y como barrio urbano independiente dentro del distrito sur de la ciudad.

### Ubicación y comunicaciones
El barrio de Nuevo Roces presenta una forma vagamente rectangular, al estar enclavado entre dos autovías: la Autopista del Cantábrico (A-8), situada al norte e inaugurada en los 1990 y la Autovía Minera (AS-I), al este e inaugurada en 2003 (aunque la gran intersección entre ambas autovías no se abrió hasta 2007).
Esta situación le da una cierta incomunicación respecto al resto de la ciudad. Existen 4 accesos entre el barrio de Roces y Nuevo Roces, más una moderna pasarela peatonal de madera con una reseñable iluminación nocturna. Por autobús está conectado por cuatro líneas de la operadora EMTUSA: Las líneas 15, 20, 35 y Búho 2. Destacando las líneas 15 y 20 puesto que la 35 tiene unos horarios limitados el Búho 2 es sólo para las noches de viernes, sábados y julio y agosto.

## Población
El barrio como tal contaba con 5.556 habitantes en 2021, de los que el 24% eran menores de 20 años siendo uno de los barrios más jóvenes de Asturias.

## Historia
Nuevo Roces surgió en base a un convenio firmado el 31 de mayo de 2004 por el Gobierno del Principado de Asturias (Vicente Álvarez Areces), el Ayuntamiento de Gijón (Paz Fernández Felgueroso) y la Sociedad Mixta de Gestión y Promoción del Suelo (Sogepsa). El barrio se ubicaría en una gran bolsa de terreno rural en la parroquia de Roces, por lo que se trataría del único núcleo de población urbano de Gijón que sobrepasaría la «ronda de circunvalación» (A-8).La empresa que promocionaría el barrio, Sogepsa, también proyectaría otras zonas de Gijón como Montevil.
En agosto de 2006 el Ayuntamiento de Gijón aprobó el proyecto de urbanización y en diciembre de 2006 se puso la primera piedra. Las obras de urbanización continuaron hasta septiembre de 2008. El planteamiento inicial recogía la urbanización de 970.000 m², de los cuales 250.000 irían para zonas verdes, 100.000 para calles y el resto para equipamientos públicos y edificios, que incluían 3.700 viviendas, la mayoría protegidas. Se trataba de la mayor actuación urbana de la comunidad desarrollada íntegramente en una sola fase. La urbanización del entorno se licitó en 35,6 millones de euros.
Una vez urbanizadas las calles, en noviembre de 2008 comenzó la construcción de los primeros edificios de viviendas, los cuales finalizaron en junio de 2010.En 2009 el proyecto urbanístico se modificó puntualmente con la intención de construir cuatro torres de 100 metros, duplicando la altura inicial de 13 plantas a 26.
El barrio nacería con una carencia de servicios públicos. Su primer servicio sería una ampliación de la línea 15 de EMTUSA el 1 de febrero de 2011. En 2012 el Ayuntamiento adjudicó la construcción de una Escuela Infantil por 650.000 euros, la cual se inauguró en noviembre de 2013.En septiembre de 2014, la línea 20 de EMTUSA ubicaría su cabecera en el barrio, mejorando la comunicación de Nuevo Roces.La mala conexión del barrio con el resto del casco urbano (separados por la A-8) sería uno de los principales puntos de fricción con los vecinos. En 2019 comienza la construcción de una pasarela ciclopeatonal de madera sobre la autovía, abierta en 2020.Otras reclamaciones históricas fueron la construcción de un centro de salud (su inauguración será en 2025) y la de un colegio (cuyas obras comenzaron en 2023).
El estallido de la burbuja inmobiliaria afectó a la total urbanización de las 66 parcelas del barrio, el cual se había originado en el contexto urbanístico del boom inmobiliario de los 2000. La construcción de nuevos edificios se prolongaría varios años más, según se recuperaba el mercado de la vivienda, lastrando la finalización del barrio. En 2015 ya estaban finalizadas 47 de las 66 parcelas.

## Equipamientos
Al ser un barrio nuevo, tiene pocos equipamientos y algunos en obras o licitados. Destaca un Centro de Salud planeado en el oeste del barrio, que se finalizará sobre 2024. En 2023 la Consejería de Educación adjudicó la construcción de un colegio que espera finalizarse sobre 2025, que seguramente venga acompañado de un futuro instituto, al estar los institutos asignados a Nuevo Roces; el IES Roces e IES Montevil, considerablemente ocupados. El único equipamiento público construido es la EEI Nuevo Roces (2013).
El barrio fue diseñado con una disposición de manzanas abiertas y diáfanas, dejando entremedias multitud de zonas verdes. 
Sin embargo, en la zona oeste es donde se encuentran los mayores equipamientos, puesto que hay dos establecimientos comerciales de gran tamaño y los Campos La Braña Sur inaugurados en 2010 y donde juega de local el equipo de fútbol Llano 2000.